# Frances Newton
 (mars 2019).
Si vous disposez d'ouvrages ou d'articles de référence ou si vous connaissez des sites web de qualité traitant du thème abordé ici, merci de compléter l'article en donnant les références utiles à sa vérifiabilité et en les liant à la section « Notes et références ».
Pour les articles homonymes, voir Newton.
Frances Newton (12 avril 1965 – 14 septembre 2005) est une afro-américaine qui a été condamnée à mort et exécutée au Texas après avoir été déclarée coupable d'avoir assassiné le 7 avril 1987 son mari Adrian, 23 ans, son fils Alton 7 ans et sa fille Farrah, âgée de 21 mois. 

## Les faits
Les trois victimes ont été assassinées avec un pistolet de calibre 25, Newton a toujours clamé son innocence affirmant que c'est un trafiquant de drogue qui aurait tué toute la famille sauf elle pour se venger. Trois semaines avant les meurtres, Newton avait contracté à son profit une police d'assurance de 50 000 dollars sur la tête de son mari et ses deux enfants. Elle a contrefait à cette occasion la signature de son mari dont l'accord était nécessaire. Lors de l'enquête elle justifia cette contrefaçon par le fait que si son mari l'avait su il aurait confisqué l'argent. Une arme identifiée comme étant l'arme du crime par un laboratoire d'expertise a été trouvée chez l'un de ses proches (ce laboratoire a déjà été épinglé pour diverses erreurs judiciaires, même si dans cette affaire, seuls ses antécédents jouaient contre ses résultats). La commission des grâces a unanimement conseillé au Gouverneur Rick Perry de ne pas la gracier. La Cour suprême des États-Unis à unanimement refusé ses appels.

## L'exécution
Frances Newton n'a pas fait de dernière déclaration officielle même si elle a adressé aux membres présents de sa famille un "I love you" et elle n'a pas souhaité choisir son dernier repas. Tout au plus une centaine de manifestants se sont rendus à la prison de Huntsville pour manifester contre son exécution et plus de 12 000 personnes ont écrit au gouverneur pour demander sa grâce (alors que seuls 10 ont demandé qu'elle soit exécutée). La famille immédiate du mari de Frances Newton s'est opposé à l'exécution tout en admettant la culpabilité de Frances, deux cousins ont pourtant fait part de leur souhait que l'exécution de Frances Newton ait lieu et y ont assisté, séparés de la famille de Frances par un mur.